# روبرت باركر
روبرت باركر (بالإنجليزية: Robert L. Parker)‏ وهو عالم جيوفيزيائي وعالم رياضيات أمريكي يحمل حاليًا لقب أستاذًا فخريًا في منصب الجيوفيزياء في معهد سكريبس لعلوم المحيطات بجامعة كاليفورنيا (سان دييغو).

## معهد الجيوفيزياء وفيزياء الكواكب في لا جولا
حصل روبرت باركر على الماجستير في عام 1964 والدكتوراه في عام 1966 في الجيوفيزياء في كلية داوننج، كامبريدج في إنجلترا ثم انتقل باركر إلى الولايات المتحدة للعمل في معهد الجيوفيزياء وفيزياء الكواكب (IGPP). عمل روبرت باركر مع فريمان جيلبرت وجورج باكوس فيما يتعلق بالنظرية المعكوسة. وهو مدير سابق لـ IGPP.

## حياته الشخصية
يعشق باركر ركوب الدراجات النارية كما يتابع جميع أخبار تلك الرياضة.

## جوائز
- وسام جون آدم فليمنج، الاتحاد الجيوفيزيائي الأمريكي (2008)
- الميدالية الذهبية للجمعية الفلكية الملكية (1998)
- زميل الجمعية الملكية في لندن (1989)
- زميل في الاتحاد الجيوفيزيائي الأمريكي (1976)
- جيمس ب. ماكلواني - وسام الاتحاد الجيوفيزيائي الأمريكي (1976)
- زمالة غوغنهايم (1975)
- زمالة سلون (1969-1971)
- زمالة داونينج كوليج باي (1965-1966)
- المنحة المفتوحة الكبرى من كلية داونينج (1960-1963)
- منحة الدولة الدراسية (1960-1963)